# Сантус (микрорегион)
Сантус (порт. Microrregião de Santos) — микрорегион в Бразилии, входит в штат Сан-Паулу. Составная часть мезорегиона Агломерация Сан-Паулу. 
Население составляет 	1 471 013	 человек (на 2010 год). Площадь — 	1 352,236	 км². Плотность населения — 	1087,84	 чел./км².

## Демография
Согласно сведениям, собранным в ходе переписи 2010 г. Национальным институтом географии и статистики (IBGE), население микрорегиона составляет:						
| Полное население                             | Полное население                             | Полное население                             | Полное население                             | 1 471 013 |
| -------------------------------------------- | -------------------------------------------- | -------------------------------------------- | -------------------------------------------- | --------- |
| в том числе:                                 | Городское население                          | 1 469 237                                    | Процент городского населения, %              | 99,88     |
|                                              | Сельское население                           | 1 776                                        | Процент сельского населения, %               | 0,12      |
|                                              | Мужское население                            | 702 271                                      | Процент мужского населения, %                | 47,74     |
|                                              | Женское население                            | 768 742                                      | Процент женского населения, %                | 52,26     |
| Плотность населения, чел/км²                 | Плотность населения, чел/км²                 | Плотность населения, чел/км²                 | Плотность населения, чел/км²                 | 1087,84   |
| Население микрорегиона в % к населению штата | Население микрорегиона в % к населению штата | Население микрорегиона в % к населению штата | Население микрорегиона в % к населению штата | 3,57      |

## Статистика
- Валовой внутренний продукт на 2003 составляет 17 630 447 946,00 реалов (данные: Бразильский институт географии и статистики).
- Валовой внутренний продукт на душу населения на 2003 составляет 12 545,07 реалов (данные: Бразильский институт географии и статистики).
- Индекс развития человеческого потенциала на 2000 составляет 0,814 (данные: Программа развития ООН).

## Состав микрорегиона
В составе микрорегиона включены следующие муниципалитеты:
1. Бертиога
2. Кубатан
3. Гуаружа
4. Прая-Гранди
5. Сантус
6. Сан-Висенти